# Bistum Byumba
Das Bistum Byumba (lat.: Dioecesis Byumbanus) ist eine in Ruanda gelegene römisch-katholische Diözese mit Sitz in Byumba.

## Geschichte
Das Bistum Byumba wurde am 5. November 1981 durch Papst Johannes Paul II. mit der Apostolischen Konstitution Quandoquidem experientia aus Gebietsabtretungen der Bistümer Kabgayi, Kibungo und Ruhengeri errichtet und dem Erzbistum Kigali als Suffraganbistum unterstellt.

## Bischöfe von Byumba
- Joseph Ruzindana, 1981–1994
- Servilien Nzakamwita, 1996–2022
- Papias Musengamana, seit 2022